# Fito Páez
Rodolfo Páez, detto Fito (Rosario, 13 marzo 1963), è un cantautore, compositore, musicista e regista argentino.
È considerato parte integrante del movimento trova rosarina, originatosi nella città di Rosario agli inizi degli anni '80. È uno dei più importanti esponenti del rock argentino. Oltre alla carriera come musicista è attivo anche come regista, sceneggiatore e romanziere. Con più di 30 anni di carriera da solista, la sua opera musicale è formata da 23 album in studio, 1 maxi singolo, 4 album dal vivo, 3 DVD, 12 compilation e numerose collaborazioni con artisti internazionali.
Páez ha raggiunto il successo internazionale all'inizio degli anni novanta quando ha pubblicato gli album El amor después del amor (1992) e Circo beat (1994), che hanno avuto un grande esito commerciale.
Ha ricevuto numerosi riconoscimenti e cinque premi Latin Grammy Awards (i primi due nell'anno 2000 come «migliore cantante rock maschile» per il suo album Abre, del 1999). Tra il 2007 e il 2009 ha ricevuto tre Grammy consecutivamente e in categorie differenti: «migliore album di rock vocale», per El mundo cabe en una canción, «migliore album di un cantautore dell'anno» per Rodolfo e «migliore album vocale maschile di pop» per il disco No sé si es Baires o Madrid. 
Anche la Fondazione Konex gli ha conferito nel 1995 il Premio Konex di platino come «migliore compositore rock del decennio in Argentina». 
Nel 2005 ha ottenuto il Premio Konex - Diploma al Merito come uno dei «cinque migliori compositori rock del decennio» e nuovamente nel 2015 nella categoria «migliore solista maschile di pop».
Nel 2018 ha ricevuto un altro Latin Grammy Award nella categoria «migliore canzone rock» con il pezzo Tu vida, mi vida tratto dal suo ultimo album La ciudad liberada.

## Biografia

### Infanzia (1963-1975)
Figlio di Margarita Zulema Ávalos (pianista concertista, professoressa di aritmetica e algebra) e di Rodolfo Páez (impiegato amministrativo municipale). La madre Margarita è deceduta per un cancro al fegato quando Páez aveva otto mesi, perciò è stato cresciuto dal padre e della nonna paterna.
A 14 anni ha cominciato a portare gli occhiali per la miopia. Il suo apprendimento musicale del pianoforte inizia con classi private della signora Bustos; in seguito, si iscrive al Liceo Scarafía, dove familiarizza con i metodi e le tecniche di apprendimento di Yoko Ono, Charles-Louis Hanon e Carl Czerny (usati tradizionalmente nell'apprendimento del pianoforte classico), sotto la guida di un professore ucraino che era stato, a sua volta, professore della madre. 
Data la miopia faticava a leggere le partiture, cominciando ben presto a usare l'udito per imparare le melodie suonate dal suo insegnante. Quando le opere classiche che doveva eseguire si fecero più complesse, il professore si rese conto che non poteva leggere le partiture e lo cacciò.
Páez ha abbandonato l'apprendimento formale ed è entrato a far parte della scena underground della sua città natale, dove il suo talento naturale ha cominciato a notarsi molto presto.

### Inizi musicali (1975-1980)
La sua prima formazione nasce alla scuola primaria: ha formato un trio folcloristico, in cui suonava un bombo regalatogli dal padre. La sua prima esperienza in un gruppo rock è stata al pianoforte, accompagnato da Ricardo Vilaseca e Patricio Pietro alle chitarre acustiche: suonavano brani dei Sui Géneris nel cortile della scuola.
Nel 1979 ha formato il gruppo Neolalia ("nuovo idioma") insieme a compagni del collegio Dante Alighieri e ad altri amici del quartiere. Hanno suonato dal vivo solo due volte, prima di cambiare band varie volte e formare gruppi come i Sueñosía, accanto a Fabián Gallardo, Gno el Bizarro, Graf e Arcana; tutte esperienze molto brevi che non sono culminate con la registrazione di alcun disco.
Nel 1980 ha formato gli Staff, il cui maggiore traguardo è stato vincere il primo premio del concorso di musica progressive, che vedeva in giuria il musicista Juan Carlo Baglietto.
In seguito gli proposero di unirsi a El Banquete, considerata allora la migliore rock band di Rosario,  in cui suonavano Rubén Goldín, Silvina Garré, Daniel Tuerto Wirzt, Sergio Sainz e José Zappo Aguilera.
Parallelamente a questo progetto, ha partecipato al gruppo Acalanto, di genere folcloristico, con il chitarrista Hector de Benedictis.

### La trova rosarina e il suo lavoro con Charly García (1981-1985)

Fito Páez agli inizi degli anni '80

All'inizio degli anni '80, Fito si unì al movimento musicale argentino conosciuto come trova rosarina, iniziando così la carriera assieme a musicisti come Juan Carlo Baglietto, Silvina Garré, Adrián Abonizio e Jorge Fandermole.
Nel 1981 Juan Carlo Baglietto, che realizzava spettacoli con il gruppo Acalanto, lo incluse come tastierista e come tecnico (assieme a Rubén Goldín) nella banda, con la quale furono invitati a un enorme recital organizzato dalla rivista Humor all'interno del Estadio Obras Sanitarias, in repudio all'arrivo di Frank Sinatra in Argentina. Per la prima volta nella storia, bande musicali dell'interno del paese si riunivano a suonare in quello stadio di Buenos Aires. 
Nel 1982 Baglietto firma con la società discográfica EMI e assieme registrano il disco Tiempos difíciles, in cui metà delle canzoni sono stato composte da Páez e hanno avuto un successo notevole, ottenendo alla fine di quello stesso anno la placca d'oro 
Il disco è stato presentato durante la guerra delle Malvinas nello stadio il 14 maggio 1982, con un recital storico che si considera come il momento fondatore del movimento trova rosarina.
Quello stesso anno Baglietto ha pubblicato l'album Actuar para vivir, in cui Fito Páez ha partecipato suonando le tastiere e componendo quattro delle dieci canzoni, tra cui quella che ha dato il titolo al disco. Questo lavoro è stato presentato dal vivo nel Teatro Astral.
Nel 1983 partecipa al terzo disco di Baglietto apportando due temi: Tratando de crecer e Un loco en la calesita. La sua ultima partecipazione con la band di Baglietto è avvenuta nel 1985 con il disco Modelo para armar, scrivendo il tema che chiude l'album: Las cosas tienen movimiento.
Parallelamente, a causa dell'allontanamento di Andrés Calamaro, Fito Páez si è unito al gruppo di Charly García, raccomandato da Jorge Lonch, per il tour del disco Clic modernos nel 1983. In seguito ha partecipato alla registrazione del disco Piano bar (1984). Lì ha conosciuto Fabiana Cantillo, corista della banda, che è divenuta sua partner fino al 1990.

### Carriera come solista (1983-presente)

#### Contratto con EMI e primi album (1983-1986)
Nel 1984, firma un contratto di cinque anni con la casa discografica EMI e pubblica il suo primo LP intitolato Del 63 dopo due mesi di lavoro negli studi Panda del quartiere Floresta a Buenos Aires. Di questo lavoro sono particolarmenti rilevanti i temi Del 63, Tres agujas e La rumba del piano.
Un anno dopo si allontana definitivamente dalla band di García e compone l'album Giros (1985), di grande successo in Argentina. Fra le canzoni di maggior successo vi sono Yo vengo a ofrecer mi corazón, 11 y 6 e Cable a tierra. Il disco segna il consolidamento dell'artista nel panorama musicale ed è acclamato da pubblico e stampa.
Il disco è stato presentato nel Luna Park, a La Falda e a Rosario, a beneficio dei colpiti per le inondazioni di quell'anno.
Nel 1986 compone il maxi singolo Corazón clandestino, un disco che contiene tre canzoni che vede la collaborazione di Caetano Veloso nella canzone La rumba del piano, cantata in portoghese.
In seguito assieme a Luis Alberto Spinetta ha pubblicato l'album La la la (1986). In questo album è molto conosciuta la canzone Parte del aire, composta per la morte del padre, in cui immagina il rincontro di lui con la madre. Gli spettacoli dal vivo si realizzano nel Estadio Obras Sanitarias e a Santiago del Cile.
Nello stesso anno si presenta con la sua band a Lima, in occasione della Settimana di Integrazione Culturale Latinoamericana e al Festival di Varadero (Cuba).

#### Ciudad de pobres corazones(1986-1991)
Il 7 novembre 1986, mentre Fito si trovava in tour a Río de Janeiro, la nonna Delma Zulema Ramírez, la prozia Josefa Páez e la loro impiegata incinta Fermina Godoy vengono brutalmente assassinate. L'anno precedente era morto il padre. Le indagini per il crimine hanno visto indagare diverse persone, perfino Fito stesso. L'artista rilasciò una dichiarazione tempo dopo:
(Fito Páez)
In seguito è stato provato che il fatto è stato commesso da un bassista frustrato, di nome Walter De Giusti (1962-1998), che risiedeva a Rosario e conosceva le vittime.
Il fatto ha provocato forte impatto nel musicista: Fabiana Cantilo, vedendo il deterioramento emotivo dell'artista, lo costrinse un giorno ad alzarsi dal letto per andare allo studio di registrazione. È in quel momento che ha composto la canzone Ciudad de pobres corazones.
(Fito Páez)
Ciudad de pobres corazones è stato pubblicato nel 1987 ed è considerato il più viscerale della sua carriera. È un album rabbioso e violento, che spaventa per la sua crudezza: tra le canzoni che si notano maggiormente vi sono Gente sin swing, Ámbar violeta e Dando vueltas en el aire. In tre canzoni partecipa anche Fabiana Cantilo alla voce: Nada más preciado para mí, Bailando hasta que se vaya la noche e Track Track. Nelle altre canzoni è facile notare un marcato gusto oscuro per il dramma.
Il suo ultimo album con la EMI Music è stato Ey! nel 1988. Il disco è stato composto, arrangiato e prodotto da Fito Páez, che lo ha registrato fra Buenos Aires, New York e L'Avana. 
Lo stile di questo album è completamente inclassificabile: c'è ancora molta rabbia contenuta ma si sviluppa con un miscuglio di canzoni rock e altre dalle cadenze latine molto imparentate con lo stile caribeño, come nel caso di Por siete vidas (Cacería) in cui partecipa ai fiati il gruppo Afrocuba.
Ey! è stato presentato dal vivo con la stessa banda che ha registrato il disco, accompagnato ai cori da Fabiana Cantilo, a cui ha dedicato l'album.
Il 1988 si conclude con la formazione di un duetto accanto a Guillermo Vadalá dal nome Chapa y Pintura, con cui interpretano le canzoni escluse dal progetto solista di Páez, includendo brani di tango e folclore ignorati fino a quel momento dagli artisti argentini e alcune cover dei Beatles.
Nel 1990 Fito Páez ha incontrato problemi per la pubblicazione del suo successivo disco: la società discografica EMI, al tempo, negava il permesso perché riteneva il lavoro poco commerciale per gli standard dell'impresa.
Senza l'accordo discografico e senza soldi per pagare i debiti, in un'epoca in cui l'Argentina era succube di un'alta inflazione, Páez ha ricevuto la notizia che Fabián Gallardo, ex chitarrista della sua band e amico d'infanzia, era stato nominato produttore artistico della WEA (Warner Music Group). Gallardo gli offrì un contratto e questo ha dato origine all'album Tercer mundo nel 1990. Con sorpresa di Páez, che aveva raggiunto l'Europa con l'intenzione di vivere lì, l'album è stato tutto un successo, arrivando ad essere disco d'oro nel paese.
Quello stesso anno Páez produce il disco Algo mejor di Fabiana Cantilo, che ha segnato l'apice di successo della cantante.

#### Successo internazionale (1992-1998)
El amor después del amor, uscito nel 1992, segna la consacrazione definitiva del cantante rosarino. Il titolo dell'album è una chiara allusione alla rottura della sua antica relazione sentimentale e al nuovo inizio con Cecilia Roth.
Il testo e la musica dei 14 temi sono di Fito Páez. Per questo lavoro ha convocato artisti del calibro di Mercedes Sosa, Andrés Calamaro, Charly García, Luis Alberto Spinetta, Fabiana Cantilo, Celeste Carballo, Claudia Puyó e Ariel Rot, segnando uno dei picchi più alti nella carriera dell'artista. 
Oltretutto, conta un'équipe di produttori come Carlo Narea, Fernando Moya e Alejandro Avalis; si avvale di Nigel Walker all'apparato di registrazione e mixer.
Tra le canzoni più rappresentative del disco si ricordano quelle di genere rock e ottimiste: El amor después del amor, Brillante sobre el mic, A rodar la vida e La rueda mágica; quest'ultima dà il nome al lungo tour dell'anno 1993: "La Ruota Magica Tour".
Grazie a questo successo Fito Páez ha realizzato una serie di 11 recital nel teatro Gran Rex di Buenos Aires, per poi fare un lungo tour in tutta l'Argentina e nove paesi stranieri, inclusa Cuba, dov'è stato il primo artista non cubano a suonare nella Plaza de la Revolución, davanti a 40 000 persone.
Durante il tour del 1993 gli è stato consegnato il quadruplo disco di platino, con 240 000 dischi venduti, e l'ACE (Asociación de Cronistas de Espectáculos) lo ha premiato in tre classifiche: «migliore video clip», «migliore canzone rock» (per il tema Tumbas de la Gloria) e «migliore disco solista rock» (per El amor después del amor).
Fito Páez e la sua band durante il 1993 hanno realizzato un totale di 120 spettacoli, terminando nello stadio José Amalfitani di Buenos Aires.
Nel dicembre dello stesso anno Páez ha organizzato nuovamente un concerto presso lo stesso stadio, questa volta totalmente a beneficio dell'UNICEF, raccogliendo poco più di mezzo milione di dollari.
Approfittando dell'insperato successo dell'artista, la casa discografica EMI pubblica Del 63, Giros, Ciudad de pobres corazones, La la la e Ey! (con l'esclusione, quindi, del maxi Corazón clandestino). Anni più tardi ha pubblicato due compilation dal titolo Crónica e Lo mejor de Fito Páez. 
Nel 1993, i quotidiani argentini Clarín e Página/12 hanno assegnato a Páez i titoli di «migliore solista» e «migliore spettacolo in Vélez». È stato nominato per la carica di «cittadino illustre» della città di Rosario.
Si stima che El amor después del amor abbia venduto più di 750 000 copie, convertendosi nel disco più venduto di rock argentino.
Nel 1994 Fito Páez ha pubblicato Circo beat, disco che si fa notare in particolare per i brani Mariposa technicolor, Soy un hippie, Tema de Piluso (un omaggio al comico rosarino Alberto Olmedo), Lo que el viento nunca se llevó e Si Dysney despertase. Queste canzoni sono considerate tra le più candide dell'artista, con soggetti che esprimono allegria e ottimismo.
Circo beat è stato registrato in un momento favorevole della carriera dell'artista ed è considerato come una delle sue produzioni migliori, oltre che uno dei preferiti del cantante stesso. 
La produzione di questo disco è ad opera di Phil Manzanera ed è stato registrato tra Argentina, Italia e Londra.
Il discoè stato poi editato in Brasile con tre tracce aggiunte in portoghese: Mariposa technicolor in duetto con Caetano Veloso, She’s mine con Djavan e Nas luzes de Rosario (Tema de Piluso) con Herbert Vianna dei Paralamas. Con 350 000 copie vendute, l'album è il secondo con maggiore successo di tutta l'Argentina nel 1995.
Nel 1996 il canale televisivo MTV gli offrì di registrare un disco acustico dal vivo, all'interno del programma denominato MTV Unplugged, che in precedenza aveva visto la partecipazione di importanti artisti mondiali. Con Páez però non si raggiunse un accordo economico adeguato.
Finalmente, in co-produzione con il canale televisivo argentino Telefe, ha lanciato un disco acustico-sinfonico dal titolo Euforia (1996), che è stato anche il suo primo album registrato dal vivo. Per questo album Fito ha composto tre canzoni inedite: Cadáver exquisito, Tus regalos deberían de llegar e Dar es dar, che è stata subito un successo.
Dopo un silenzio di due anni, è tornato negli studi di registrazione accanto al cantautore spagnolo Joaquín Sabina con l'album: Enemigos íntimos (1998). Il disco non è stato supportato da presentazioni in pubblico né tantomeno con un tour promozionale, a causa di incompatibilità artistiche.
In quell'occasione furono cancellati più di 70 recital, i cui biglietti erano già stati venduti. Lo scandalo maggiore è avvenuto quando Luis Carrillo (che era il regista proposto da Sabina per il video di Delirium Tremens) ha reso pubblica una lettera che Sabina ha scritto a Páez dove, in forma di verso, riassumeva i motivi che hanno determinato la fine della relazione lavorativa tra gli artisti.

#### Cambiamento (1999-2004)

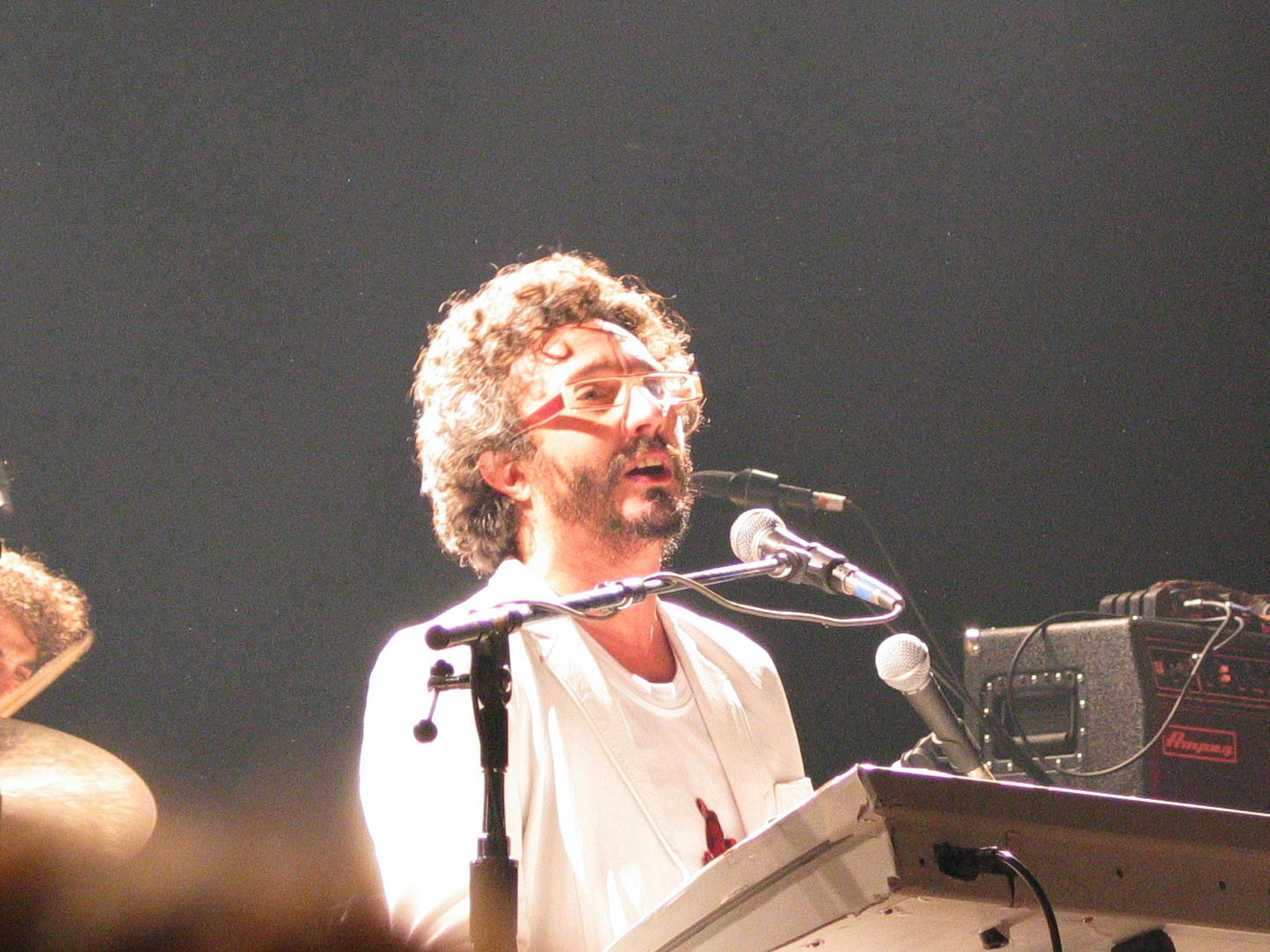
Fito Páez nel 2003.

Nel 1999 ha lanciato Abre, il primo lavoro con canzoni nuove e in forma solista dopo Circo Beat. L'album, prodotto da Phil Ramone, si propone di posizionare la voce al di sopra degli assetti orchestrali: è un disco con canzoni lunghe e testi forti, ad esempio in brani come La casa desaparecida in cui Páez pone per undici minuti uno sguardo abbastanza pessimista sull'Argentina. Ci sono anche canzoni di stampo ottimista, come Buena estrella e Dos en la ciudad. 
Con questo disco, Fito Páez conquista nell'anno 2000 i suoi primi premi Grammy Latini: «migliore cantante maschile di rock» e «migliore canzone rock» per Al lado del camino. 
Nel mese di novembre del 2000, Fito Páez ha pubblicato l'album Rey Sol, un lavoro di 13 canzoni registrate durante il tour di promozione del disco Abre.
Questo disco segna la fine del suo contratto con la Warner Music, impresa per la quale ha prodotto sette dischi tra il 1990 e il 2000, rendendolo uno degli artisti argentini più prolifici del decennio dei '90.
Nel maggio del 2003, in seguito alla separazione con Cecilia Roth l'anno precedente, esce Naturaleza sangre, disco che ritorna all'estetica rock degli anni ottanta e in cui compaiono artisti come la cantante brasiliana Rita Lee, Charly García e Luis Alberto Spinetta.
Nel mese di settembre dello stesso anno ha lanciato il suo primo DVD, dal titolo omonimo, che include il recital completo offerto l'anno prima al Teatro Gran Rex.
Alla fine del 2004 esce l'album Mi vida con ellas, il suo secondo album, dopo Euforia, che contiene registrazioni dal vivo. Si tratta di un disco doppio che contiene 18 canzoni provenienti da diversi recital, che include versioni e temi dell'autore. Il titolo del disco fa riferimento alle donne che hanno condiviso la vita con Páez: dalla zia Charito che lo ha cresciuto a Fabiana Cantilo (suo amore negli anni ottanta), dalla ex-sposa Cecilia Roth a Romina Ricci.

#### Acustico e rock/pop (2005-2011)

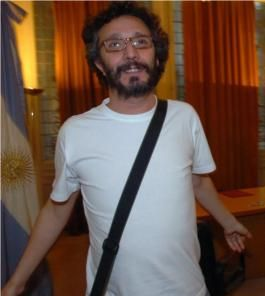
Fito Páez in una visita alla Casa Rosata, 2006.

Nel 2005 iniziano a girare le voci della separazione con la partner Romina Ricci e, allo stesso tempo, esce un nuovo album dal titolo Moda y pueblo, che include temi di Lito Nebbia, Luis Alberto Spinetta, Charly García e mette in musica un poema di Federico García Lorca: Romance de la pena negra.
Il disco si chiude con il brano inedito Las Palabras.
Nel 2006, dopo quasi tre anni senza produrre soggetti musicali in stile rock, esce nei negozi El mundo cabe en una canción, registrato presso lo studio Circo Beat (a Buenos Aires), sotto l'etichetta Sony/BMG. Il disco include 11 canzoni nuove, scritte per Páez, e segna il suo ritorno a un'impresa multinazionale.
Il disco ha superato le 20 000 unità vendute nel giorno del suo lancio in Argentina ed è considerato un album di grande qualità artistica, nonostante alcune critiche che hanno catalogato certe canzoni come pretenziose e pedanti. El mundo cabe en una canción ottiene il premio come «migliore album di rock vocale» nell'ottava edizione dei premi Grammy Latini, conferiti a Las Vegas nel 2007. 
Nel luglio del 2007 inizia un nuovo tour accanto al cantautore statunitense Bon Jovi, con recital che lo portano in Messico e Colombia. 
Il 30 agosto dello stesso anno esce il disco Rodolfo, in cui il cantante argentino, accompagnato unicamente dal pianoforte, presenta un totale di 12 nuove canzoni, delle quali due sono strumentali. Con questo album vince un Grammy Latino come «migliore album di un cantautore».
Nel 2008 esce il suo terzo disco registrato dal vivo, intitolato No sé si es Baires o Madrid, in cui Páez canta 15 dei suoi temi più famosi.
Il 22 luglio 2009 riceve il Premio Gardel alla musica nella categoria «migliore album, artista, canzone, testimonial e autore» per l'album No sé si es Baires o Madrid.
Nel novembre 2009, Fito Páez vince i Grammy Latini come «migliore album vocale pop maschile» con lo stesso album.

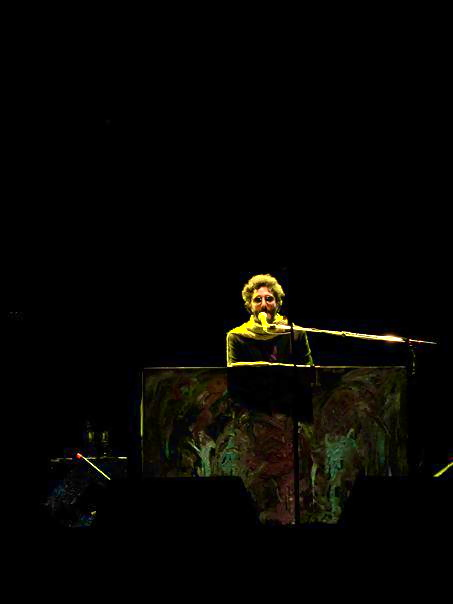
Fito Páez al Festival de las Almas (2010), in Messico.

Il 16 marzo 2010 esce l'album Confiá, registrato nei mesi di luglio e dicembre del 2009 nelle città di Córdoba, Buenos Aires e Rio de Janeiro. L'album include 12 canzoni inedite e una band formata da: Aloras e Coki alle chitarre, Eloy Quintana al basso, Bolsa González alla batteria e Eduardo Lyra alle percussioni. Per la sua promozione sono stati registrati tre videoclip: Tiempo al tiempo, Confiá e London Town. Il tour è iniziato il 7 maggio 2010 presso gli impianti Luna Park.
Il 25 maggio dello stesso anno, Fito Páez ha chiuso i festeggiamenti del Bicentenario della Rivoluzione di Maggio con un recital di due ore all'Obelisco di Buenos Aires, davanti a una folla emozionata di oltre due milioni di persone.
Alla fine del 2011 Fito Páez ha registrato l'album in studio Canciones para aliens, il primo lavoro in cui non compaiono canzoni scritte da lui. Si tratta di versioni e traduzioni di canzoni famose, cantate con la finalità di essere inviate nello spazio ed essere ascoltate da extraterrestri. La produzione e gli arrangiamenti sono stati curati da Leo Sujatovich. Delle 14 canzoni, cinque sono cantate in duetto con altri autori ispanici (tra cui Chico Buarque, Pablo Milanés, Joan Manuel Serrat e Charly García).
Nel luglio del 2011 ha rilasciato una dichiarazione in cui sosteneva di provare schifo per metà della città di Buenos Aires, riferendosi alla rielezione di Mauricio Macri.
In un'intervista con Radio del Plata gli è stato chiesto un commento riguardo alla creazione della linea telefonica per denunciare le intromissioni politiche nelle scuole e lui ha risposto:
(Fito Páez)
Gli anni prolifici (2012-presente)
Nel 2012 Páez ha presentato il tour Veinte Años después del Amor a Cuba, in Cile, Costa Rica, Venezuela, Colombia, Brasile, Uruguay, Perù, Paraguay, Bolivia, Messico, El Salvador, Nicaragua, Honduras, Panamá, Spagna, Israele, Regno Unito, Francia, e anche nelle città di Buenos Aires, Mendoza, Rosario, Tucumán e Córdoba in Argentina.
Il suo spettacolo a Buenos Aires, realizzato nel Planetario, ha riunito più di 38 000 persone e ha avuto come ospiti Charly García, Fabiana Cantilo e Celeste Carballo. Da questo show è stato tratto un DVD per l'etichetta Sony Music. Qualche mese più tardi ha presentato un recital gratuito per il bicentenario del primo innalzamento della bandiera argentina nella città di Rosario,  di quasi due ore, al quale hanno assistito circa 50 000 persone.
Il 6 novembre 2012 ha celebrato i suoi 30 anni di carriera con un concerto nell'Auditorium Nazionale del Messico in cui sono intervenuti anche Armando Manzanero, Quique e Meme (dei Caffè Tacvba), Julieta Venegas e Susana Zabaleta.
Nel 2013 Páez ha ottenuto un altro premio Grammy Latino per il «migliore album di rock vocale», con El mundo cabe en una canción. Cerati e Páez sono stati gli unici artisti argentini premiati nell'ottava edizione dei Grammy Latini, conferiti a Las Vegas.

Il 22 marzo 2013 si presenta allo stadio Luna Park e all'entrata omaggia il disco El sacrificio, descritto dallo stesso Páez come:
(Fito Páez)
Il disco si può ascoltare solo attraverso iTunes e contiene testi oscuri che ricordano l'epoca di Ciudad de pobres corazones, apportando anche uno stile musicale molto più eclettico rispetto alle ultime produzioni.
Nel settembre 2013 esce l'album Dreaming Rosario a beneficio delle vittime della tragica esplosione di un edificio nella sua città natale. Anche questo disco si può ascoltare solo attraverso la piattaforma iTunes e tutti i proventi sono stati donati per due anni attraverso la Red Solidaria e Mundo Invisible.
Nello stesso anno, a novembre, lancia Yo te amo, un album di cui vengono apprezzati in particolare i brani Yo te amo che da titolo all'album, Margarita, dedicato alla figlia, e La velocidad del tiempo, dedicata a Gustavo Cerati.

A proposito di questo disco, l'artista ha commentato attraverso il profilo Facebook:
(Fito Páez)
Nel febbraio 2014 si presenta al 50º Festival Internazionale della Canzone di Viña del Mar, acclamato dal pubblico. 
A luglio dello stesso anno ha pubblicato il primo singolo tratto dal suo album Rock and Roll Revolution, in omaggio a Charly García. Il 9 agosto esce l'album in formato digitale tramite iTunes e in edizione speciale fisica. La produzione, che secondo lo stesso Páez è un omaggio a Charly García, contiene undici canzoni inedite, tutte composte dal cantante eccetto Loco, che è stata scritta da García, e Los días de sonrisas, vino y flores che ha composto con Gabriel Carámbula.
Il 21 agosto 2015 ha pubblicato Locura Total, registrato insieme al musicista brasiliano Paulinho Moska. Il disco è stato registrato fra Buenos Aires, Río de Janeiro e Miami, ed è stato prodotto da Liminha, che annovera fra i suoi artisti alcuni esponenti della musica brasiliana come Os Paralamas do Sucesso e Ed Motta.
Nel 2015 ha realizzato il tour 30 años de Giros, per celebrare l'anniversario dell'album Giros.
Nel mese di giugno del 2017 comincia la registrazione del suo prossimo album che sarà di genere elettronico e sperimentale.
A novembre lancia il disco intitolato La ciudad liberada, che genera polemiche per la copertina, in cui l'artista è ritratto truccato e con il corpo di una donna nuda.  Il disco contiene 18 canzoni e dura 70 minuti; è stato acclamato dalla critica e considerato il migliore di Fito negli ultimi dieci anni di carriera. Il brano Tu vida mi vida ha vinto il premio come «migliore canzone rock dell'anno» ai Grammy Latini del 2018.

## Carriera cinematografica
Il primo approccio di Fito Páez al mondo del cinema avviene nel 1987, quando il regista Fernando Spiner, ispirato dal LP Ciudad de pobres corazones, gira un mediometraggio per la televisione il cui tema è una storia violenta legata ai brani del disco.
In seguito Páez ha partecipato come interprete in due film di Pino Solanas: Sur (1988) e El viaje (1992); in questa ultima pellicola, appare brevemente nella parte di se stesso, un musicista idealista.
Nel 1993 ha diretto il suo primo mediometraggio: La balada de Donna Helena,  una storia sordida che ricrea sottomondi infernali.
Nello stesso anno è apparso nel film De esto no se habla, di María Luisa Bemberg.
Nel 2001,  dopo una lunga ricerca per i finanziamenti, Páez ha debuttato come regista con il film Vidas privadas, la cui sceneggiatura è stata scritta proprio da Páez in collaborazione con Alan Pauls, che è ambientato durante l'ultima dittatura militare argentina (1976-1983), toccando soggetti come l'adozione e l'incesto. Cecilia Roth e Gael García Bernal sono gli interpreti principali del film. 
Il film non ha ottenuto il favore della critica né del pubblico, contribuendo alla rottura della relazione sentimentale fra Fito e Cecilia Roth, per i conflitti sorti durante la produzione. Oltre a questo, i finanziamenti di vari produttori sono stati ritirati prima di cominciare a girare il film, perciò il musicista ha finito per coinvolgere in questo progetto parte dei suoi beni personali.

Nel 2007 ha realizzato ¿De quién es el portaligas?, suo terzo progetto cinematografico come regista e sceneggiatore. Il film è stato girato a Rosario e La Cumbre.
(Fito Páez)
La critica non ha avuto dubbi nel paragonare l'estetica del film con quella di alcuni lavori di Pedro Almodóvar, apprezzando la recitazione degli attori e giudicando la storia efficace.
Nel 2009 il regista Fernando Rubio ha girato Las manos al piano, un lavoro minuzioso basato sulla relazione amorosa di Fito Páez con il pianoforte; oltretutto, presenta aspetti sulla sua vita privata e sulla famiglia.
Il documentario è stato presentato alla 31ª edizione del Festival del Nuevo Cine Latinoamericano, a L'Avana.
Nel 2011 scrive e dirige il videoclip Las trémulas canciones, della banda argentina Estelares, in cui appaiono Vera Spinetta e Romina Ricci.

## Vita privata

### Partner
- Fabiana Cantilo (1983-1990)
- Cecilia Roth (1992-2001)
- Romina Ricci (2002-2005)
- Julia Mengolini (2012-2013)
- Eugenia Kolodziej (2014-2019)

Fito Páez ha avuto tre relazioni sentimentali formali e due figli. Le sue partner sono sempre legate al mondo artistico e, in seguito alle rotture, hanno mantenuto con lui una stretta e costruttiva relazione.
(Fito Páez)
La sua prima relazione è stata con la cantante Fabiana Cantilo, che l'ha accompagnato nella tappa creativa iniziale della sua carriera. Si conobbero nel 1983, quando Fito era stato chiamato a partecipare alla banda di Charly García.
Fabiana Cantilo ha commentato che la prima volta che ha visto il cantante si sorprese del suo aspetto: «Magro, con i capelli lunghi, faccia strana: era come uno spadaccino». 

In seguito, la cantante è rimasta folgorata dalla personalità e dalla creatività del musicista. Cantilo ha dichiarato anni dopo la sua separazione: «Fito realmente mi sopportò e credo che io l'aiutai energicamente, ma la convivenza fra noi era un disastro». Fito Páez si è riferito a lei in questi termini:
(Fito Páez)
Nel 1990 si separano, dopo una rottura annunciata nelle canzoni del disco Ey! (1988) e confermata con le canzoni Fue amor e Dale alegría a mi corazón, contenute nel disco Tercer Mundo.

Nel 1991 a Punta del Este, in Uruguay, Fito Páez ha conosciuto Cecilia Roth che in quel momento era già sposata. Otto mesi più tardi, dopo il divorzio dell'attrice, il musicista ha cominciato con lei una relazione sentimentale che ha raggiunto grande notorietà fra il pubblico.
(Fito Páez)
Nel 1999, dopo otto anni di relazione, Fito ha formalizzato l'adozione del figlio di lei Martín e deciso di convolare a nozze. Il 23 dicembre dello stesso anno, la coppia ha ufficializzato la loro unione al Registro Civile.
A partire da quel momento, iniziano i problemi di coppia: nell'album Rey sol (2000) sono contenute varie canzoni che presagiscono l'inizio della fine della loro storia, avvenuta poi nel 2002.
Dopo la separazione da Cecilia Roth, ha conosciuto l'attrice Romina Ricci, di 15 anni più giovane, con cui ha dato alla luce la sua prima figlia biologica, Margarita, nel 2004. La Ricci ha profondamente ispirato il disco El mundo cabe en una canción (2006). La coppia si è separata nel 2010.
Tra il 2012 e il 2013 ha avuto una relazione con la giornalista e avvocato Julia Mengolini. 
Dal 2014 ha una relazione con l'attrice Eugenia Kolodziej.

## Canzoni (1982-2017)

Con la sua discografía, Fito (il secondo da sinistra) è considerato come una delle figure più distaccate del rock argentino, accanto ad emblemi come Charly García, Andrew Calamaro, Luis Alberto Spinetta e Leone Gieco. Foto del 1984.

| Numero | Titolo                                           | Anno | Gruppo / progetto     | Album, Singolo, o EP                             | Co-autori / note                               |
| ------ | ------------------------------------------------ | ---- | --------------------- | ------------------------------------------------ | ---------------------------------------------- |
| 1      | «Aunque mañana no estés»                         | 1982 | Juan Carlos Baglietto | Tiempos difíciles (Track 2)                      |                                                |
| 2      | «Puñal tras puñal»                               | 1982 | Juan Carlos Baglietto | Tiempos difíciles (Track 5)                      |                                                |
| 3      | «Dulce pájaro»                                   | 1982 | Juan Carlos Baglietto | Tiempos difíciles (Track 6)                      |                                                |
| 4      | «La música del Río de la Plata»                  | 1982 | Juan Carlos Baglietto | Tiempos difíciles (Track 8)                      | Composta con Juan Carlos Baglietto             |
| 5      | «La vida es una moneda»                          | 1982 | Juan Carlos Baglietto | Tiempos difíciles (Track 10)                     |                                                |
| 6      | «Actuar para vivir»                              | 1982 | Juan Carlos Baglietto | Actuar para vivir (Track 2)                      |                                                |
| 7      | «Tiempos difíciles»                              | 1982 | Juan Carlos Baglietto | Actuar para vivir (Track 5)                      |                                                |
| 8      | «De plenilunio»                                  | 1982 | Juan Carlos Baglietto | Actuar para vivir (Track 8)                      |                                                |
| 9      | «Pa' trabajar»                                   | 1982 | Juan Carlos Baglietto | Actuar para vivir (Track 9)                      |                                                |
| 10     | «Tratando de crecer»                             | 1983 | Juan Carlos Baglietto | Baglietto (Track 2)                              |                                                |
| 11     | «Un loco en la calesita»                         | 1983 | Juan Carlos Baglietto | Baglietto (Track 7)                              |                                                |
| 12     | «Del 63»                                         | 1984 | Solista               | Del 63 (Track 1)                                 |                                                |
| 13     | «Tres agujas»                                    | 1984 | Solista               | Del 63 (Track 2)                                 |                                                |
| 14     | «Viejo mundo»                                    | 1984 | Solista               | Del 63 (Track 3)                                 |                                                |
| 15     | «La rumba del piano»                             | 1984 | Solista               | Del 63 (Track 4)                                 |                                                |
| 16     | «Cuervos en casa»                                | 1984 | Solista               | Del 63 (Track 5)                                 |                                                |
| 17     | «Sable chino»                                    | 1984 | Solista               | Del 63 (Track 6)                                 |                                                |
| 18     | «Canción sobre canción»                          | 1984 | Solista               | Del 63 (Track 8)                                 |                                                |
| 19     | «Un rosarino en Budapest»                        | 1984 | Solista               | Del 63 (Track 9) \|                              |                                                |
| 20     | «Las cosas tienen movimiento»                    | 1985 | Juan Carlos Baglietto | Modelo para armar (Track 7)                      |                                                |
| 21     | «Giros»                                          | 1985 | Solista               | Giros (Track 1)                                  |                                                |
| 22     | «Taquicardia»                                    | 1985 | Solista               | Giros (Track 2)                                  |                                                |
| 23     | «Alguna vez voy a ser libre»                     | 1985 | Solista               | Giros (Track 3)                                  |                                                |
| 24     | «11 y 6»                                         | 1985 | Solista               | Giros (Track 4)                                  |                                                |
| 25     | «Yo vengo a ofrecer mi corazón»                  | 1985 | Solista               | Giros (Track 5)                                  |                                                |
| 26     | «Narciso y Cuasimodo»                            | 1985 | Solista               | Giros (Track 6)                                  |                                                |
| 27     | «Cable a tierra»                                 | 1985 | Solista               | Giros (Track 7)                                  |                                                |
| 28     | «Decisiones»                                     | 1985 | Solista               | Giros (Track 8)                                  |                                                |
| 29     | «D.L.G.»                                         | 1985 | Solista               | Giros (Track 9)                                  |                                                |
| 30     | «Llaves»                                         | 1985 | Fabiana Cantilo       | Detectives (Track 5)                             |                                                |
| 31     | «Corazón clandestino»                            | 1986 | Solista               | Corazón clandestino (Track 1)                    |                                                |
| 32     | «Nunca podrás sacarme mi amor»                   | 1986 | Solista               | Corazón clandestino (Track 3)                    |                                                |
| 33     | «Folis Verghet»                                  | 1986 | Solista               | La la la (Track 1)                               |                                                |
| 34     | «Instant-táneas»                                 | 1986 | Solista               | La la la (Track 2)                               |                                                |
| 35     | «Dejaste ver tu corazón»                         | 1986 | Solista               | La la la (Track 6)                               |                                                |
| 36     | «Sólo la la la»                                  | 1986 | Solista               | La la la (Track 7)                               |                                                |
| 37     | «Carta para mi desde el 2086»                    | 1986 | Solista               | La la la (Track 11)                              |                                                |
| 38     | «Parte del aire»                                 | 1986 | Solista               | La la la (Track 13)                              |                                                |
| 39     | «Woycek»                                         | 1986 | Solista               | La la la (Track 19)                              |                                                |
| 40     | «Hay otra canción»                               | 1986 | Solista               | La la la (Track 20)                              | Composta con Luis Alberto Spinetta             |
| 41     | «Dos veinte a tu amor»                           | 1987 | Fabiana Cantilo       | Fabiana Cantilo y los Perros Calientes (Track 6) |                                                |
| 42     | «Pompa bye bye»                                  | 1987 | Solista               | Ciudad de pobres corazones (Track 1)             |                                                |
| 43     | «De 1920»                                        | 1987 | Solista               | Ciudad de pobres corazones (Track 2)             |                                                |
| 44     | «A las piedras de Belén»                         | 1987 | Solista               | Ciudad de pobres corazones (Track 3)             |                                                |
| 45     | «Fuga en tabú»                                   | 1987 | Solista               | Ciudad de pobres corazones (Track 4)             |                                                |
| 46     | «Gente sin swing»                                | 1987 | Solista               | Ciudad de pobres corazones (Track 5)             |                                                |
| 47     | «Nada más preciado»                              | 1987 | Solista               | Ciudad de pobres corazones (Track 6)             |                                                |
| 48     | «Ciudad de pobres corazones»                     | 1987 | Solista               | Ciudad de pobres corazones (Track 7)             |                                                |
| 49     | «Ámbar violeta»                                  | 1987 | Solista               | Ciudad de pobres corazones (Track 8)             |                                                |
| 50     | «Bailando hasta que se vaya la noche»            | 1987 | Solista               | Ciudad de pobres corazones (Track 9)             |                                                |
| 51     | «Dando vueltas en el aire»                       | 1987 | Solista               | Ciudad de pobres corazones (Track 10)            |                                                |
| 52     | «Track Track»                                    | 1987 | Solista               | Ciudad de pobres corazones (Track 11)            |                                                |
| 53     | «Lejos de Berlín»                                | 1988 | Solista               | Ey! (Track 1)                                    |                                                |
| 54     | «Sólo los chicos»                                | 1988 | Solista               | Ey! (Track 2)                                    |                                                |
| 55     | «Tatuaje falso»                                  | 1988 | Solista               | Ey! (Track 3)                                    |                                                |
| 56     | «La ciudad de los pibes sin calma»               | 1988 | Solista               | Ey! (Track 4)                                    |                                                |
| 57     | «Polaroid de locura ordinaria»                   | 1988 | Solista               | Ey! (Track 5)                                    |                                                |
| 58     | «Canción de amor mientras tanto»                 | 1988 | Solista               | Ey! (Track 6)                                    |                                                |
| 59     | «Dame Un Talismán»                               | 1988 | Solista               | Ey! (Track 7)                                    |                                                |
| 60     | «Alacrán (Resaca)»                               | 1988 | Solista               | Ey! (Track 8)                                    |                                                |
| 61     | «Por siete vidas (Cacería) »                     | 1988 | Solista               | Ey! (Track 9)                                    |                                                |
| 63     | «Introducción»                                   | 1988 | Solista               | Novela (Track 1)                                 |                                                |
| 64     | «Brujas Salem»                                   | 1988 | Solista               | Novela (Track 2)                                 |                                                |
| 65     | «Jimmy Jimmy»                                    | 1988 | Solista               | Novela (Track 3)                                 |                                                |
| 66     | «Your time»                                      | 1988 | Solista               | Novela (Track 4)                                 |                                                |
| 67     | «Una miserable fan»                              | 1988 | Solista               | Novela (Track 5)                                 |                                                |
| 68     | «Balas y flores»                                 | 1988 | Solista               | Novela (Track 6)                                 |                                                |
| 69     | «As de poker»                                    | 1988 | Solista               | Novela (Track 7)                                 |                                                |
| 70     | «Telekinesis»                                    | 1988 | Solista               | Novela (Track 8)                                 |                                                |
| 71     | «El diablo en el alma»                           | 1988 | Solista               | Novela (Track 9)                                 |                                                |
| 72     | «Pateando mierda y rompiendo botellas»           | 1988 | Solista               | Novela (Track 10)                                |                                                |
| 73     | «Novela»                                         | 1988 | Solista               | Novela (Track 11)                                |                                                |
| 74     | «Lo que ves en mi»                               | 1988 | Solista               | Novela (Track 12)                                |                                                |
| 75     | «Las brujitas»                                   | 1988 | Solista               | Novela (Track 13)                                |                                                |
| 76     | «Looking fot the change»                         | 1988 | Solista               | Novela (Track 14)                                |                                                |
| 77     | «El chico de la tapa»                            | 1990 | Solista               | Tercer mundo (Track 1)                           |                                                |
| 78     | «B-Ode y Evelyn»                                 | 1990 | Solista               | Tercer mundo (Track 2)                           |                                                |
| 79     | «Tercer mundo»                                   | 1990 | Solista               | Tercer mundo (Track 3)                           |                                                |
| 65     | «Religion song»                                  | 1990 | Solista               | Tercer mundo (Track 4)                           |                                                |
| 80     | «Fue amor»                                       | 1990 | Solista               | Tercer mundo (Track 5)                           |                                                |
| 81     | «Yo te amé en Nicaragua»                         | 1990 | Solista               | Tercer mundo (Track 6)                           |                                                |
| 82     | «Hazte fama»                                     | 1990 | Solista               | Tercer mundo (Track 7)                           |                                                |
| 83     | «Carabelas nada»                                 | 1990 | Solista               | Tercer mundo (Track 8)                           |                                                |
| 84     | «Los buenos tiempos»                             | 1990 | Solista               | Tercer mundo (Track 9)                           |                                                |
| 85     | «Y dale alegría a mi corazón»                    | 1990 | Solista               | Tercer mundo (Track 10)                          |                                                |
| 86     | «Llego tarde»                                    | 1991 | Fabiana Cantilo       | Algo mejor (Track 1)                             | Composta con Gabriel Carámbula                 |
| 87     | «Kitty»                                          | 1991 | Fabiana Cantilo       | Algo mejor (Track 2)                             |                                                |
| 88     | «Mary Poppins y el Deshollinador»                | 1991 | Fabiana Cantilo       | Algo mejor (Track 3)                             | Composta con Fabiana Cantilo                   |
| 89     | «Una chica torpe en una gran ciudad»             | 1991 | Fabiana Cantilo       | Algo mejor (Track 5)                             | Composta con Fabiana Cantilo e Tweety González |
| 90     | «Ayer soñé con Walter»                           | 1991 | Fabiana Cantilo       | Algo mejor (Track 9)                             | Composta con Tito Losavio                      |
| 91     | «Algo mejor»                                     | 1991 | Fabiana Cantilo       | Algo mejor (Track 11)                            |                                                |
| 92     | «El amor después del amor»                       | 1992 | Solista               | El amor después del amor (Track 1)               |                                                |
| 93     | «Dos días en la vida»                            | 1992 | Solista               | El amor después del amor (Track 2)               |                                                |
| 94     | «La Verónica»                                    | 1992 | Solista               | El amor después del amor (Track 3)               |                                                |
| 95     | «Tráfico Por Katmandú»                           | 1992 | Solista               | El amor después del amor (Track 4)               |                                                |
| 96     | «Pétalo de sal»                                  | 1992 | Solista               | El amor después del amor (Track 5)               |                                                |
| 97     | «Sasha, Sissí y el círculo de Baba»              | 1992 | Solista               | El amor después del amor (Track 6)               |                                                |
| 98     | «Un vestido y un amor»                           | 1992 | Solista               | El amor después del amor (Track 7)               |                                                |
| 99     | «Tumbas de la Gloria»                            | 1992 | Solista               | El amor después del amor (Track 8)               |                                                |
| 100    | «La rueda mágica»                                | 1992 | Solista               | El amor después del amor (Track 9)               | Composta con Charly García                     |
| 101    | «Creo»                                           | 1992 | Solista               | El amor después del amor (Track 10)              |                                                |
| 102    | «Detrás del muro de los lamentos»                | 1992 | Solista               | El amor después del amor (Track 11)              |                                                |
| 103    | «Balada de Donna Helena»                         | 1992 | Solista               | El amor después del amor (Track 12)              |                                                |
| 104    | «Brillante sobre el mic»                         | 1992 | Solista               | El amor después del amor (Track 13)              |                                                |
| 105    | «A rodar mi vida»                                | 1994 | Solista               | El amor después del amor (Track 14)              |                                                |
| 106    | «Circo Beat»                                     | 1994 | Solista               | Circo Beat (Track 1)                             |                                                |
| 107    | «Mariposa tecknicolor»                           | 1994 | Solista               | Circo Beat (Track 2)                             |                                                |
| 108    | «Normal 1»                                       | 1994 | Solista               | Circo Beat(Track 3)                              |                                                |
| 109    | «Las tardes del sol, las noches del agua»        | 1994 | Solista               | Circo Beat (Track 4)                             |                                                |
| 110    | «Tema de Piluso»                                 | 1994 | Solista               | Circo Beat (Track 5)                             | Composta con Charly García                     |
| 111    | «She's mine»                                     | 1994 | Solista               | Circo Beat (Track 6)                             |                                                |
| 112    | «El jardín donde vuelan los mares»               | 1994 | Solista               | Circo Beat (Track 7)                             |                                                |
| 113    | «Nadie detiene al amor en un lugar»              | 1994 | Solista               | Circo Beat (Track 8)                             |                                                |
| 114    | «Si Disney despertase»                           | 1994 | Solista               | Circo Beat (Track 9)                             |                                                |
| 115    | «Soy un hippie»                                  | 1994 | Solista               | Circo Beat (Track 10)                            |                                                |
| 116    | «Dejarlas partir»                                | 1994 | Solista               | Circo Beat (Track 11)                            |                                                |
| 117    | «Lo que el viento nunca se llevó»                | 1994 | Solista               | Circo Beat (Track 12)                            |                                                |
| 118    | «Nada del mundo real»                            | 1994 | Solista               | Circo Beat (Track 13)                            |                                                |
| 119    | «Te amaré sin flores»                            | 1995 | Fabiana Cantilo       | Sol en cinco (Track 8)                           | Solo il testo, musica di Fernando Marrone      |
| 120    | «Loca Tuca de Dios»                              | 1995 | Fabiana Cantilo       | Sol en cinco (Track 12)                          |                                                |
| 120    | «Nada es para siempre»                           | 1995 | Fabiana Cantilo       | Sol en cinco (Track 14)                          |                                                |
| 121    | «Cadaver exquisito»                              | 1996 | Solista               | Euforia (Track 2)                                |                                                |
| 122    | «Tus regalos deberían de llegar»                 | 1996 | Solista               | Euforia (Track 7)                                |                                                |
| 123    | «Dar es dar»                                     | 1996 | Solista               | Euforia (Track 11)                               |                                                |
| 124    | «Luz de todos los astros»                        | 1996 | Juan Carlos Baglietto | Luz Quitapenas (Track 3)                         |                                                |
| 125    | «La vida moderna»                                | 1998 | Solista               | Enemigos íntimos (Track 1)                       | Composta con Joaquín Sabina                    |
| 126    | «Lázaro»                                         | 1998 | Solista               | Enemigos íntimos (Track 2)                       | Composta con Joaquín Sabina                    |
| 127    | «Llueve sobre mojado»                            | 1998 | Solista               | Enemigos íntimos (Track 3)                       | Composta con Joaquín Sabina                    |
| 128    | «Tengo una muñeca que regala besos»              | 1998 | Solista               | Enemigos íntimos (Track 4)                       | Composta con Joaquín Sabina                    |
| 129    | «Si volvieran los dragones»                      | 1998 | Solista               | Enemigos íntimos (Track 5)                       | Composta con Joaquín Sabina                    |
| 130    | «Cecilia»                                        | 1998 | Solista               | Enemigos íntimos (Track 6)                       | Composta con Joaquín Sabina                    |
| 131    | «Delirium tremens»                               | 1998 | Solista               | Enemigos íntimos (Track 7)                       | Composta con Joaquín Sabina                    |
| 132    | «Yo me bajo de Atocha»                           | 1998 | Solista               | Enemigos íntimos (Track 8)                       | Composta con Joaquín Sabina                    |
| 133    | «Buenos Aires»                                   | 1998 | Solista               | Enemigos íntimos (Track 9)                       | Composta con Joaquín Sabina                    |
| 134    | «Más guapa que cualquiera»                       | 1998 | Solista               | Enemigos íntimos (Track 10)                      | Composta con Joaquín Sabina                    |
| 135    | «Flores en su entierro»                          | 1998 | Solista               | Enemigos íntimos (Track 11)                      | Composta con Joaquín Sabina                    |
| 136    | «¿Hasta cuándo?»                                 | 1998 | Solista               | Enemigos íntimos (Track 12)                      | Composta con Joaquín Sabina                    |
| 137    | «La canción de los (buenos) borrachos»           | 1998 | Solista               | Enemigos íntimos (Track 13)                      | Composta con Joaquín Sabina                    |
| 138    | «Enemigos íntimos»                               | 1998 | Solista               | Enemigos íntimos (Track 14)                      | Composta con Joaquín Sabina                    |
| 139    | «Abre»                                           | 1999 | Solista               | Abre (Track 1)                                   |                                                |
| 140    | «Al lado del camino»                             | 1999 | Solista               | Abre (Track 2)                                   |                                                |
| 141    | «Dos en la ciudad»                               | 1999 | Solista               | Abre (Track 3)                                   |                                                |
| 142    | «Es sólo una cuestión de actitud»                | 1999 | Solista               | Abre (Track 4)                                   |                                                |
| 143    | «La casa desaparecida»                           | 1999 | Solista               | Abre (Track 5)                                   |                                                |
| 144    | «Tu sonrisa inolvidable»                         | 1999 | Solista               | Abre (Track 6)                                   |                                                |
| 145    | «Desierto»                                       | 1999 | Solista               | Abre (Track 7)                                   |                                                |
| 146    | «Torre de cristal»                               | 1999 | Solista               | Abre (Track 8)                                   |                                                |
| 147    | «Habana»                                         | 1999 | Solista               | Abre (Track 9)                                   |                                                |
| 148    | «Ahí voy»                                        | 1999 | Solista               | Abre (Track 10)                                  |                                                |
| 149    | «La despedida»                                   | 1999 | Solista               | Abre (Track 11)                                  |                                                |
| 150    | «Buena estrella»                                 | 1999 | Solista               | Abre (Track 12)                                  |                                                |
| 152    | «Lleva»                                          | 2000 | Solista               | Rey Sol (Track 2)                                |                                                |
| 153    | «Rey sol»                                        | 2000 | Solista               | Rey Sol (Track 3)                                |                                                |
| 154    | «Vale»                                           | 2000 | Solista               | Rey Sol (Track 4)                                |                                                |
| 155    | «Dale loca»                                      | 2000 | Solista               | Rey Sol (Track 5)                                |                                                |
| 156    | «Acerca del niño proletario»                     | 2000 | Solista               | Rey Sol (Track 6)                                |                                                |
| 157    | «Noche en downtown»                              | 2000 | Solista               | Rey Sol (Track 7)                                |                                                |
| 158    | «Hay algo en el mundo»                           | 2000 | Solista               | Rey Sol (Track 8)                                |                                                |
| 159    | «Paranoica fierita suite»                        | 2000 | Solista               | Rey Sol (Track 9)                                |                                                |
| 160    | «The shining of the sun»                         | 2000 | Solista               | Rey Sol (Track 10                                |                                                |
| 161    | «A medio paso de tu amor»                        | 2000 | Solista               | Rey Sol (Track 11)                               |                                                |
| 162    | «Molto lugar»                                    | 2000 | Solista               | Rey Sol (Track 12)                               |                                                |
| 163    | «Regalo de bodas»                                | 2000 | Solista               | Rey Sol (Track 13)                               |                                                |
| 164    | «13»                                             | 2000 | Solista               | Rey Sol (Track 14, oculta)                       |                                                |
| 165    | «Nuevo»                                          | 2003 | Solista               | Naturaleza sangre (Track 1)                      |                                                |
| 166    | «Insoportable»                                   | 2003 | Solista               | Naturaleza sangre (Track 2)                      |                                                |
| 167    | «Volver a mi»                                    | 2003 | Solista               | Naturaleza sangre (Track 3)                      |                                                |
| 168    | «Ojos rojos»                                     | 2003 | Solista               | Naturaleza sangre (Track 4)                      |                                                |
| 169    | «Bello abril»                                    | 2003 | Solista               | Naturaleza sangre (Track 5)                      |                                                |
| 170    | «Urgente amar»                                   | 2003 | Solista               | Naturaleza sangre (Track 6)                      |                                                |
| 171    | «Oh nena»                                        | 2003 | Solista               | Naturaleza sangre (Track 7)                      |                                                |
| 172    | «Salir al sol»                                   | 2003 | Solista               | Naturaleza sangre (Track 8)                      |                                                |
| 173    | «139 Lexatins»                                   | 2003 | Solista               | Naturaleza sangre (Track 9)                      |                                                |
| 174    | «Naturaleza sangre»                              | 2003 | Solista               | Naturaleza sangre (Track 10)                     |                                                |
| 175    | «El centro de tu corazón»                        | 2003 | Solista               | Naturaleza sangre (Track 11)                     |                                                |
| 176    | «Absolut vacío»                                  | 2003 | Solista               | Naturaleza sangre (Track 12)                     |                                                |
| 177    | «Los restos de nuestro amor»                     | 2003 | Solista               | Naturaleza sangre (Track 13)                     |                                                |
| 178    | «Música para camaleones»                         | 2003 | Solista               | Naturaleza sangre (Track 14)                     |                                                |
| 179    | «Romance de la pena negra»                       | 2005 | Solista               | Moda y pueblo (Track 1)                          | Testo di Federico García Lorca                 |
| 180    | «Las palabras»                                   | 2005 | Solista               | Moda y pueblo (Track 10)                         |                                                |
| 181    | «El mundo cabe en una canción»                   | 2006 | Solista               | El mundo cabe en una canción (Track 1)           |                                                |
| 182    | «Rollinga o miranda girl»                        | 2006 | Solista               | El mundo cabe en una canción (Track 2)           |                                                |
| 183    | «Te aliviará»                                    | 2006 | Solista               | El mundo cabe en una canción (Track 3)           |                                                |
| 184    | «Sargent maravilla»                              | 2006 | Solista               | El mundo cabe en una canción (Track 4)           |                                                |
| 185    | «Entrance»                                       | 2006 | Solista               | El mundo cabe en una canción (Track 5)           |                                                |
| 186    | «Fue por amor»                                   | 2006 | Solista               | El mundo cabe en una canción (Track 6)           |                                                |
| 187    | «Eso que llevas ahí»                             | 2006 | Solista               | El mundo cabe en una canción (Track 7)           |                                                |
| 188    | «Intermezzo»                                     | 2006 | Solista               | El mundo cabe en una canción (Track 8)           |                                                |
| 189    | «La hora del destino»                            | 2006 | Solista               | El mundo cabe en una canción (Track 9)           |                                                |
| 190    | «Enloquecer»                                     | 2006 | Solista               | El mundo cabe en una canción (Track 10)          |                                                |
| 191    | «La casa en las estrellas»                       | 2006 | Solista               | El mundo cabe en una canción (Track 11)          |                                                |
| 192    | «Caminando por Rosario»                          | 2006 | Solista               | El mundo cabe en una canción (Track 12)          |                                                |
| 193    | «Si es amor»                                     | 2007 | Solista               | Rodolfo (Track 1)                                |                                                |
| 194    | «Sofi fue una nena de papá»                      | 2007 | Solista               | Rodolfo (Track 2)                                |                                                |
| 195    | «Vas conmigo»                                    | 2007 | Solista               | Rodolfo (Track 3)                                |                                                |
| 196    | «Nocturno en sol»                                | 2007 | Solista               | Rodolfo (Track 4)                                |                                                |
| 197    | «El cuarto de al lado»                           | 2007 | Solista               | Rodolfo (Track 5)                                |                                                |
| 198    | «Cae la noche en Okinawa»                        | 2007 | Solista               | Rodolfo (Track 6)                                |                                                |
| 199    | «Siempre te voy a amar»                          | 2007 | Solista               | Rodolfo (Track 7)                                |                                                |
| 200    | «Mágica hermosura»                               | 2007 | Solista               | Rodolfo (Track 8)                                |                                                |
| 201    | «El verdadero amar»                              | 2007 | Solista               | Rodolfo (Track 9)                                |                                                |
| 202    | «Waltz for Marguie»                              | 2007 | Solista               | Rodolfo (Track 10)                               |                                                |
| 203    | «Gracias»                                        | 2007 | Solista               | Rodolfo (Track 11)                               |                                                |
| 203    | «Zamba del cielo»                                | 2007 | Solista               | Rodolfo (Track 12)                               |                                                |
| 204    | «Confiá»                                         | 2010 | Solista               | Confiá (Track 1)                                 |                                                |
| 205    | «Tiempo al tiempo»                               | 2010 | Solista               | Confiá (Track 2)                                 |                                                |
| 206    | «M&M»                                            | 2010 | Solista               | Confiá (Track 3)                                 |                                                |
| 207    | «La nave espacial»                               | 2010 | Solista               | Confiá (Track 4)                                 |                                                |
| 208    | «London town»                                    | 2010 | Solista               | Confiá (Track 5)                                 |                                                |
| 209    | «Limbo mambo»                                    | 2010 | Solista               | Confiá (Track 6)                                 |                                                |
| 210    | «La ley de la vida»                              | 2010 | Solista               | Confiá (Track 7)                                 |                                                |
| 211    | «El mundo de hoy»                                | 2010 | Solista               | Confiá (Track 8)                                 |                                                |
| 212    | «Saliendo de tu prisión»                         | 2010 | Solista               | Confiá (Track 9)                                 |                                                |
| 213    | «En el baño de un hotel»                         | 2010 | Solista               | Confiá (Track 10)                                |                                                |
| 214    | «Fuera de control»                               | 2010 | Solista               | Confiá (Track 11)                                |                                                |
| 215    | «Desaluz»                                        | 2010 | Solista               | Confiá (Track 12)                                |                                                |
| 216    | «El sacrificio»                                  | 2013 | Solista               | El sacrificio (Track 1)                          |                                                |
| 217    | «Esto podría haber sido una canción»             | 2013 | Solista               | El sacrificio (Track 2)                          |                                                |
| 218    | «Guerra de luz»                                  | 2013 | Solista               | El sacrificio (Track 3)                          |                                                |
| 219    | «Mouchette»                                      | 2013 | Solista               | El sacrificio (Track 4)                          |                                                |
| 220    | «El fantasma caníbal»                            | 2013 | Solista               | El sacrificio (Track 5)                          |                                                |
| 221    | «No la chingues buey»                            | 2013 | Solista               | El sacrificio (Track 6)                          |                                                |
| 222    | «El mal vino y la luz»                           | 2013 | Solista               | El sacrificio (Track 7)                          |                                                |
| 223    | «Inglaterra»                                     | 2013 | Solista               | El sacrificio (Track 8)                          |                                                |
| 224    | «El dolor»                                       | 2013 | Solista               | El sacrificio (Track 9)                          |                                                |
| 225    | «La puta diabla»                                 | 2013 | Solista               | El sacrificio (Track 10)                         |                                                |
| 226    | «Será»                                           | 2013 | Solista               | Dreaming Rosario (Track 1)                       |                                                |
| 227    | «Mirá quién vino»                                | 2013 | Solista               | Dreaming Rosario (Track 2)                       |                                                |
| 228    | «El niño alado, la sirena y el marinero»         | 2013 | Solista               | Dreaming Rosario (Track 3)                       |                                                |
| 229    | «Telarañas Cabaret»                              | 2013 | Solista               | Dreaming Rosario (Track 4)                       |                                                |
| 230    | «Marietta»                                       | 2013 | Solista               | Dreaming Rosario (Track 5)                       |                                                |
| 231    | «La vida sin Luis»                               | 2013 | Solista               | Dreaming Rosario (Track 6)                       |                                                |
| 232    | «Ennio en mí»                                    | 2013 | Solista               | Dreaming Rosario (Track 7)                       |                                                |
| 233    | «Amor es locura»                                 | 2013 | Solista               | Dreaming Rosario (Track 8)                       |                                                |
| 234    | «Las aguas del mar»                              | 2013 | Solista               | Dreaming Rosario (Track 9)                       |                                                |
| 235    | «Dreaming Rosario»                               | 2013 | Solista               | Dreaming Rosario (Track 10)                      |                                                |
| 236    | «Yo te amo»                                      | 2013 | Solista               | Yo te amo (Track 1)                              |                                                |
| 237    | «Margarita»                                      | 2013 | Solista               | Yo te amo (Track 2)                              |                                                |
| 238    | «Perdón»                                         | 2013 | Solista               | Yo te amo (Track 3)                              |                                                |
| 239    | «Ojalá que sea»                                  | 2013 | Solista               | Yo te amo (Track 4)                              |                                                |
| 240    | «Por donde pasa el amor»                         | 2013 | Solista               | Yo te amo (Track 5)                              |                                                |
| 241    | «La canción del soldado y Rosita Pazos»          | 2013 | Solista               | Yo te amo (Track 6)                              |                                                |
| 242    | «Las luces de la ciudad»                         | 2013 | Solista               | Yo te amo (Track 7)                              |                                                |
| 243    | «Tu everest»                                     | 2013 | Solista               | Yo te amo (Track 8)                              |                                                |
| 244    | «Nadie como ella»                                | 2013 | Solista               | Yo te amo (Track 9)                              |                                                |
| 245    | «Sos más»                                        | 2013 | Solista               | Yo te amo (Track 10)                             |                                                |
| 246    | «La velocidad del tiempo»                        | 2013 | Solista               | Yo te amo (Track 11)                             |                                                |
| 247    | «Rock and roll revolution»                       | 2014 | Solista               | Rock and Roll Revolution (Track 1)               |                                                |
| 248    | «Muchacha»                                       | 2014 | Solista               | Rock and Roll Revolution (Track 2)               |                                                |
| 249    | «Tendré que volver a amar»                       | 2014 | Solista               | Rock and Roll Revolution (Track 3)               |                                                |
| 250    | «Arde»                                           | 2014 | Solista               | Rock and Roll Revolution (Track 4)               |                                                |
| 251    | «La canción de Sibyl Vane»                       | 2014 | Solista               | Rock and Roll Revolution (Track 5)               |                                                |
| 252    | «Ella sabe todo de mí»                           | 2014 | Solista               | Rock and Roll Revolution (Track 6)               |                                                |
| 253    | «La mejor solución»                              | 2014 | Solista               | Rock and Roll Revolution (Track 7)               |                                                |
| 254    | «Los días de sonrisas, vino y flores»            | 2014 | Solista               | Rock and Roll Revolution (Track 9)               | Composta con Gabriel Carámbula                 |
| 255    | «Que te vaya bien»                               | 2014 | Solista               | Rock and Roll Revolution (Track 10               |                                                |
| 256    | «Hombre Lobo (Yo)»                               | 2014 | Solista               | Rock and Roll Revolution (Track 11)              |                                                |
| 257    | «Hermanos»                                       | 2015 | Solista               | Locura total (Track 1)                           | Composta con Paulinho Moska                    |
| 258    | «Milagros y heridas»                             | 2015 | Solista               | Locura total (Track 2)                           |                                                |
| 259    | «Locura total»                                   | 2015 | Solista               | Locura total (Track 3)                           | Composta con Paulinho Moska                    |
| 260    | «Imposible escribir sobre nada»                  | 2015 | Solista               | Locura total (Track 4)                           | Composta con Paulinho Moska                    |
| 261    | «Nuestra historia de amor»                       | 2015 | Solista               | Locura total (Track 6)                           |                                                |
| 262    | «Adiós a las cosas»                              | 2015 | Solista               | Locura total (Track 8)                           | Composta con Paulinho Moska                    |
| 263    | «Brillante»                                      | 2015 | Solista               | Locura total (Track 11)                          |                                                |
| 264    | «Aleluya al sol»                                 | 2017 | Solista               | La ciudad liberada (Track 1)                     |                                                |
| 265    | «Wo wo wo»                                       | 2017 | Solista               | La ciudad liberada (Track 2)                     |                                                |
| 266    | «Tu vida mi vida»                                | 2017 | Solista               | La ciudad liberada (Track 3)                     |                                                |
| 267    | «Islamabad»                                      | 2017 | Solista               | La ciudad liberada (Track 4)                     |                                                |
| 268    | «Bohemia internacional»                          | 2017 | Solista               | La ciudad liberada (Track 5)                     |                                                |
| 269    | «La ciudad liberada»                             | 2017 | Solista               | La ciudad liberada (Track 6)                     |                                                |
| 270    | «Soltá»                                          | 2017 | Solista               | La ciudad liberada (Track 7)                     |                                                |
| 271    | «Nuevo mundo»                                    | 2017 | Solista               | La ciudad liberada (Track 8)                     |                                                |
| 272    | «La mujer torso y el hombre de la cola de ameba» | 2017 | Solista               | La ciudad liberada (Track 9)                     |                                                |
| 273    | «Otra vez el sol»                                | 2017 | Solista               | La ciudad liberada (Track 10)                    |                                                |
| 274    | «El secreto de su corazón»                       | 2017 | Solista               | La ciudad liberada (Track 11)                    |                                                |
| 275    | «El ataque de los gorilas»                       | 2017 | Solista               | La ciudad liberada (Track 12)                    |                                                |
| 276    | «Navidad negra»                                  | 2017 | Solista               | La ciudad liberada (Track 13)                    |                                                |
| 277    | «Chica mágica»                                   | 2017 | Solista               | La ciudad liberada (Track 14)                    |                                                |
| 278    | «Los cerezos blancos»                            | 2017 | Solista               | La ciudad liberada (Track 15)                    |                                                |
| 279    | «Plegaria»                                       | 2017 | Solista               | La ciudad liberada (Track 16)                    |                                                |
| 280    | «Se terminó»                                     | 2017 | Solista               | La ciudad liberada (Track 17)                    |                                                |
| 281    | «5778»                                           | 2017 | Solista               | La ciudad liberada (Track 18)                    |                                                |

### Album in studio
| Anno | Album                        | Etichetta              |
| ---- | ---------------------------- | ---------------------- |
| 1984 | Del 63                       | Universale Music Group |
| 1985 | Giros                        | Universale Music Group |
| 1986 | La la la                     | Universale Music Group |
| 1987 | Ciudad de pobres corazones   | Universale Music Group |
| 1988 | Ey!                          | Universale Music Group |
| 1990 | Tercer Mundo                 | Warner Music Group     |
| 1992 | El amor después del amor     | Warner Music Group     |
| 1994 | Circo Beat                   | Warner Music Group     |
| 1998 | Enemigos Íntimos             | Sony Music             |
| 1999 | Abre                         | Warner Music Group     |
| 2000 | Rey Sol                      | Warner Music Group     |
| 2003 | Naturaleza sangre            | Sony Music             |
| 2005 | Moda y pueblo                | Sony Music             |
| 2006 | El mundo cabe en una canción | Sony Music             |
| 2007 | Rodolfo                      | Sony Music             |
| 2010 | Confiá                       | Sony Music             |
| 2013 | El Sacrificio                | Sony Music             |
| 2013 | Dreaming Rosario             | Sony Music             |
| 2013 | Yo te amo                    | Sony Music             |
| 2014 | Rock and Roll Revolution     | Sony Music             |
| 2015 | Locura total                 | Sony Music             |
| 2017 | La ciudad liberada           | Sony Music             |

### Album dal vivo
- 1996: Euforia
- 2004: Mi vida con ellas
- 2008: No sé si es Baires o Madrid
- 2012: El amor después del amor 20 años[40]

### Album in DVD
- 2003: Naturaleza sangre (vivo en el Gran Rex)
- 2008: No sé si es Baires o Madrid
- 2012: El amor después del amor - 20 años

## Filmografia

### Sceneggiatore e regista
- 1994: La balada de Donna Helena (mediometraggio)
- 2001: Vidas privadas
- 2007: ¿De quién es el portaligas?
- 2011: Las trémulas canciones (videoclip)

### Interprete
- 1988: Sur (di Fernando Solanas)
- 1992: Il viaggio (El viaje) (di Fernando Solanas)
- 1993: Di questo non si parla (De eso no se habla) (di María Luisa Bemberg)
- 2001: Historias de Argentina en vivo (dei registi Adrián Caetano, Bruno Stagnaro, Marcelo Piñeyro, Andrés Di Tella, Miguel Pereira, Albertina Carri, Cristian Bernard, Gustavo Postiglione, Flavio Nardini, Fernando Spiner, Gregorio Cramer, Jorge Polaco, Vicentino e Eduardo Capilla)
- 2006: Que sea rock (di Sebastián Schindel)
- 2006: La peli (di Gustavo Postiglione)
- 2012: Tiempos Compulsivos (trasmessa da Canal 13)

### Partecipazione in film
- 1999: Tutto su mia madre (cameo, applaude alla fine della rappresentazione di Un tram chiamato desiderio quando Manuela (Cecilia Roth) soppianta Nina).

### Colonne sonore
- 1981: A bordo de un carrito (di Mario Piazza)
- 1988: Sur (di Fernando Pino Solanas)
- 1992: El lado oscuro del corazón (di Eliseo Subiela)
- 1997: Martín Hache (di Adolfo Aristarain)
- 2001: Solo un ángel (di Horacio Maldonado)
- 2002: El cumple (di Gustavo Postiglione)

### Videoclip
- 1985: Giros
- 1987: Ciudad de pobres corazones
- 1987: Bailando hasta que se vaya la noche
- 1987: Nada más preciado para mí
- 1987: Dando vueltas en el aire
- 1987: Fuga en tabú
- 1987: Gente sin swing
- 1987: A las piedras de Belén
- 1987: De 1920
- 1987: Ámbar violeta
- 1987: Track track
- 1988: Sólo los chicos
- 1988: Por siete vidas (Cacería)
- 1990: Tercer mundo
- 1990: Fue amor
- 1992: Tumbas de la Gloria
- 1992: Sasha, Sissí y el círculo de baba
- 1992: Balada de Donna Helena
- 1992: El amor después del amor
- 1994: Circo beat
- 1994: Mariposa tecknicolor
- 1994: Soy un hippie
- 1994: She’s mine
- 1996: Cadáver exquisito
- 1996: 11 y 6
- 1998: Llueve sobre mojado
- 1999: Al lado del camino
- 1999: Dos en la ciudad
- 2000: Es solo una cuestión de actitud
- 2000: El diablo de tu corazón
- 2003: Nuevo
- 2003: Volver a mí
- 2004: Bello abril
- 2006: Enloquecer
- 2006: Eso que llevas ahí
- 2007: Si es amor
- 2007: El cuarto de al lado
- 2010: Tiempo al tiempo
- 2010: Confiá
- 2010: London Town
- 2013: Ne me quitte pas
- 2014: Margarita
- 2014: La canción del soldado y Rosita Pazos
- 2014: Tendré que volver a amar
- 2015: Los días de sonrisas, vino y flores
- 2015: Hermanos
- 2017: Aleluya al sol
- 2018: Tu vida mi vida
- 2018: La ciudad liberada

## Libri
- La puta diabla, romanzo, editoriale Mansalva, Buenos Aires, 2013 (ristampato da Emecé nel 2016)[41]
- Diario de viaje, storia autobiografica dell'anno 2015; Pianeta, 2016[42]
- Los días de Kirchner, romanzo, Pianeta, 2018[43]

## Premi e nomination

### Premi Grammy Latini
| Anno | Categoria                                                                                      | Lavoro                       | Risultato |
| ---- | ---------------------------------------------------------------------------------------------- | ---------------------------- | --------- |
| 2000 | Canzone dell'anno                                                                              | Al lado del camino           | Candidato |
| 2000 | Migliore Interpretazione Vocale Rock Maschile                                                  |                              | Vincente  |
| 2000 | Migliore Canzone Rock                                                                          |                              | Vincente  |
| 2000 | Migliore Album Vocale Rock                                                                     | Abre                         | Candidato |
| 2001 | Migliore Album Vocale Rock Solista                                                             | Rey Sol                      | Candidato |
| 2001 | Migliore Canzone Rock                                                                          | El Diablo De Tu Corazón      | Candidato |
| 2001 | Migliore video musicale                                                                        |                              | Candidato |
| 2004 | Migliore Album Vocale Rock Solista                                                             | Naturaleza sangre            | Candidato |
| 2005 | Migliore Album Vocale Rock Solista                                                             | Mi vida con ellas            | Candidato |
| 2005 | Migliore Canzone Rock                                                                          | Polaroid De Locura Ordinaria | Candidato |
| 2007 | Migliore Album Vocale Rock Solista                                                             | El mundo cabe en una canción | Vincente  |
| 2008 | Migliore Album di un Cantautore                                                                | Rodolfo                      | Vincente  |
| 2008 | Premio Grammy Latino della Presidenza dell'Accademia per la carriera e gli apporti alla musica |                              |           |
| 2009 | Migliore Album Vocale Pop Maschile                                                             | No sé si es Baires o Madrid  | Vincente  |
| 2016 | Canzone dell'anno                                                                              | Hermanos                     | Candidato |
| 2018 | Canzone dell'anno                                                                              | Tu vida, mi vida             | Candidato |
| 2018 | Canzone rock dell'anno                                                                         | Tu vida, mi vida             | Vincente  |

### Premio Gardel
| Anno | Categoria                                              | Lavoro                      | Risultato |
| ---- | ------------------------------------------------------ | --------------------------- | --------- |
| 2009 | Migliore album, artista, canzone, testimonial e autore | No sé si es Baires o Madrid | Vincente  |
| 2009 | Migliore DVD                                           |                             | Candidato |
| 2009 | Migliore album, colonna sonora di cinema/televisione   | ¿De quién es el portaligas? | Candidato |

### Premi Konex
| Anno | Premio            | Disciplina                   |
| ---- | ----------------- | ---------------------------- |
| 1995 | Konex di Platino  | Autore / Compositore di Rock |
| 2005 | Diploma al Merito | Autore / Compositore di Rock |
| 2015 | Diploma al Merito | Solista Maschile di Pop      |

## Altri premi e menzioni speciali
Fito Páez ha ricevuto un premio internazionale Master of Latin Music a Boston, conferito dal Berklee College of Music. È stato il primo argentino in riceverlo.La cerimonia ha avuto luogo martedì 9 giugno 2015.